# Resolutie 1807 Veiligheidsraad Verenigde Naties
Resolutie 1807 van de Veiligheidsraad van de Verenigde Naties werd unaniem door de
VN-Veiligheidsraad aangenomen op 31 maart 2008 en
verlengde de sancties tegen gewapende groepen in Oost-Congo en het mandaat van de
groep van experts dat toezag op de illegale wapenhandel tot het einde van het jaar.

## Achtergrond
In 1994 braken in de Democratische Republiek Congo etnische onlusten uit die onder meer werden veroorzaakt door de vluchtelingenstroom uit de buurlanden Rwanda en Burundi.
In 1997 beëindigden rebellen de lange dictatuur van Mobutu Sese Seko en werd
Laurent-Désiré Kabila de nieuwe president. In 1998 escaleerde de burgeroorlog toen andere rebellen Kabila probeerden te verjagen. Zij zagen zich gesteund door Rwanda en Oeganda.
Toen hij in 2001 omkwam bij een (mislukte) staatsgreep werd hij opgevolgd door zijn zoon, Joseph Kabila. Onder buitenlandse druk werd afgesproken verkiezingen te houden. Deze vonden plaats in 2006 en werden gewonnen door Kabila. Intussen zijn nog steeds rebellen actief in het oosten van Congo en blijft de situatie er gespannen.

## Inhoud

### Waarnemingen
Gewapende groepen en milities maakten het oosten van Congo onveilig. Met resolutie 1804 was geëist dat gewapende groepen uit buurland Rwanda in Congo de wapens neerlegden. Opnieuw werd ook de illegale wapenstroom in en naar Congo veroordeeld. Er gold immers een wapenembargo tegen de gewapende groepen.

### Handelingen

#### A (wapenembargo)
Daarom werd het met resolutie 1493 opgelegde en met
resolutie 1596 uitgebreide wapenembargo verlengd tot
31 december 2008.

#### B (transporten)
Gedurende die periode moesten alle landen de documenten van de vliegtuigen en piloten in de regio controleren en verbieden dat overtreders hun grondgebied aandeden. Congo moest haar grenscontroles met Rwanda en Burundi aanscherpen.

#### C (reisbeperkingen en financiële sancties)
Verder moesten alle landen personen die door het comité (volgend) aangeduid werden — zoals wapenhandelaars en de leiders van gewapende groepen — verbieden hun grondgebied te betreden en hun financiële middelen bevriezen.

#### D (comité)
Het comité dat toezag op deze sancties moest bekijken wat landen deden om ze uit te voeren, schendingen onderzoeken en actie tegen die schendingen ondernemen. Ook bepaalde het comité tegen wie precies de sancties golden.

#### E (groep van experts)
De secretaris-generaal werd gevraagd de groep van experts
eveneens te verlengen tot eind 2008. Die groep onderzocht de illegale wapenhandel in Congo, onderzocht de
capaciteit van landen om het embargo op wapens af te dwingen en stelde maatregelen voor om die te verbeteren.

#### F (volgende herziening)
Ten slotte werd besloten de genomen maatregelen ten gepaste tijde, maar in ieder geval voor 31 december te
herzien. Daarbij waren vooral de veiligheidssituatie in Congo, waaronder de hervorming van het leger en de politie, en de ontwapening van buitenlandse gewapende groepen van belang.

## Verwante resoluties
- Resolutie 1799 Veiligheidsraad Verenigde Naties
- Resolutie 1804 Veiligheidsraad Verenigde Naties
- Resolutie 1809 Veiligheidsraad Verenigde Naties
- Resolutie 1843 Veiligheidsraad Verenigde Naties

Lijst ·  1795 ·  1796 ·  1797 ·  1798 ·  1799 ·  1800 ·  1801 ·  1802 ·  1803 ·  1804 ·  1805 ·  1806 ·  1807 ·  1808 ·  1809 ·  1810 ·  1811 ·  1812 ·  1813 ·  1814 ·  1815 ·  1816 ·  1817 ·  1818 ·  1819 ·  1820 ·  1821 ·  1822 ·  1823 ·  1824 ·  1825 ·  1826 ·  1827 ·  1828 ·  1829 ·  1830 ·  1831 ·  1832 ·  1833 ·  1834 ·  1835 ·  1836 ·  1837 ·  1838 ·  1839 ·  1840 ·  1841 ·  1842 ·  1843 ·  1844 ·  1845 ·  1846 ·  1847 ·  1848 ·  1849 ·  1850 ·  1851 ·  1852 ·  1853 ·  1854 ·  1855 ·  1856 ·  1857 ·  1858 ·  1859